# Scopula anatreces
Scopula anatreces är en fjärilsart som beskrevs av Louis Beethoven Prout 1920. Scopula anatreces ingår i släktet Scopula och familjen mätare. Inga underarter finns listade.